# Deajah Stevens
Deajah Stevens (* 19. Mai 1995 in Baltimore, Maryland) ist eine gesperrte,  US-amerikanische Leichtathletin, welche sich auf den 100-Meter-Lauf und den 200-Meter-Lauf spezialisiert hat. Sie nahm für die Vereinigten Staaten 2016 an den Olympischen Spielen teil.

## Sportliche Laufbahn
Bei den Ausscheidungswettkämpfe für die Teilnahme an den Olympischen Spielen kam sie im 200-Meter-Lauf hinter Tori Bowie ins Ziel und wurde in der Folge vom United States Olympic Committee für die Olympischen Spiele 2016 in Rio de Janeiro nominiert. Im Estádio Olímpico João Havelange gewann sie sicher ihren Vorlauf und qualifizierte sich für die 200-Meter-Halbfinal-Läufe. Dort sicherte sie sich über die Zeit einen Startplatz im Finale und  belegte den siebten Platz.
Während sie bei den USA Outdoor Track and Field Championships im 100-Meter-Lauf hinter Tori Bowie den zweiten Platz belegte, gewann sie über die 200 Meter vor Kimberlyn Duncan und Tori Bowie die US-Meisterschaft. Sie wurde zudem für die Leichtathletik-Weltmeisterschaften 2017 in London nominiert, wo sie über die 100 und 200 Meter an den Start gehen durfte. Über die 100 Meter belegte sie in ihren Vorlauf den zweiten Platz und qualifizierte sich für das Halbfinale, wo sie als Letzte ihres Laufes ausschied. Im Gegensatz dazu qualifizierte sie sich im 200-Meter-Lauf für den Finallauf und belegte als beste Amerikanerin den fünften Platz.

### Doping
Wegen Verstoßes gegen die Anti-Doping-Bestimmungen (drei verpasste Doping-Tests) wurde sie von der unabhängigen Integritätskommission (AIU) des Leichtathletikweltverbandes World Athletics 2020 für 18 Monate bis zum 16. August 2021 gesperrt.

## Persönliche Bestleistungen
(Stand: 25. November 2020)
- 100 m: 11,00 s (+0,7 m/s), 15. April 2017 in Torrance (USA)
- 200 m: 22,09 s (+1,5 m/s), 14. Mai 2017 in Eugene (USA)